# Bitka pri Paulus Hook
Bitka pri Paulus Hook se je bila 19. avgusta 1779 med kontinentalno vojsko in britanskimi silami v ameriški revolucionarni vojni. Patriote je vodil major Light Horse Harry Lee, ki je sprožil nočni napad na britansko utrdbo v današnjem središču Jersey Cityja. Presenetili so Britance, zajeli 158 ujetnikov in se umaknili ob zori. Kljub temu, da so obdržali utrdbo in njene topove, so Britanci izgubili velik del nadzora nad New Jerseyjem. Leeja je Drugi kontinentalni kongres nagradil z zlato medaljo, edinim častnikom, kateri ni bil general, ki je prejel takšno nagrado med vojno.

## Bitka
Ob štirih popoldne 8. avgusta 1779 je major Henry "Light Horse Harry" Lee s štiristo pešaki in enoto razjahane konjenice krenil iz New Bridgea (zdaj River Edge, New Jersey) na 714 mi (1.149 km) dolg pohod skozi gozd, da bi napadel britansko utrdbo pri Paulus Hooku. Odposlal je konjeniške patrulje, da bi opazovale komunikacijo z reko North River, in postavil pehotne enote na različne ceste, ki so vodile do Paulus Hooka. Pri Union Hillu se je umaknil v gozd, kjer se je zaradi strahopetnosti ali izdaje vodnika pohod podaljšal na tri ure, preden so našli pravo pot.
Major Lee in njegovi možje so prispeli do Prior's Mill ob 3. uri zjutraj, 19. avgusta 1779; ob 3:30 so dosegli jarek na današnjem križišču Newark Avenue in Warren Street. Plima je naraščala, vendar je poročnik Rudolph ugotovil, da je kanal prehoden, in pod vodstvom poročnikov McCallisterja in Rudolpha so se čete prebile in kmalu zavzele zunanjo utrdbo. Major Sutherland, ki je poveljeval utrdbi, se je umaknil v majhno reduto z nekaj častniki in štiridesetimi hesseškimi najemniki. Bilo je skoraj zora in major Lee ni imel časa, da bi jih izgnal. Namjeraval je požgati barake, vendar se je, ko je v njih našel bolne vojake, ženske in otroke, vzdržal. Umaknil se je in s seboj odnesel sto devetinpetdeset ujetnikov, častnikov in mož. Izgubil je dva ubita moža in imel tri ranjene.
Stotnik Forsyth je dobil ukaz, naj se odpravi v Prior's Mill, naj zbere može, ki so najbolj primerni za akcijo, in zavzame položaj na Bergen Heightsu, da bi pokril umik. Ta položaj je bil v gozdu blizu avenij Bergen in Sip (današnji trg Journal Square), kjer naj bi kril umik. Ta položaj naj bi bil približno na mestu, kjer zdaj stoji hiša dr. Hornblowerja, Bergen Avenue 631. Babica dr. Hornblowerja je bila takrat majhna deklica, Anna Merselis in tisto jutro je med iskanjem krave naletela na Leejeve vojake, ki so jo zadržali, medtem ko so čakali, da bi preprečili, da bi o njihovi prisotnosti poročala morebitnim sovražnikom. Vojaki so ostali tam, dokler niso poslali slov, da bi preverili ali so tam čolni, ki jih je major Lee po dogovoru čakal nanj pri Dow's Ferryju. Nameraval je prečkati reko Hackensack in po avtocesti Belleville doseči višje ležeče območje vzhodno od reke Passaic ter se tako vrniti v New Bridge; toda čolne so premestili v Newark, New Jersey in major Lee se je moral z uničenim strelivom in utrujenimi možmi, polnimi ujetnikov, vrniti po poti, ki bi jo lahko prekinile čete iz New Yorka. Z neustrašnim pogumom in modrimi previdnostnimi ukrepi so se pogumne čete podale na 14 mi (23 km) povratni pohod do New Bridgea; pri "Weehocku" (današnji Weehawken, New Jersey Weehawken) je stotnik Catlett prišel s petdesetimi možmi in dobrim strelivom. Na cesti Fort Lee Historic Park ga je polkovnik Ball srečal z dvesto svežimi možmi, major Lee pa je s svojimi možmi varno prispel v New Bridge okoli ene ure popoldne. Angleži so bili zaradi tega zelo razburjeni, Američani pa izjemno navdušeni.
V pismu kongresu je George Washington dejal:

Major je ob tej priložnosti pokazal izjemno mero preudarnosti, spretnosti in poguma, kar je v največjo čast njemu in vsem častnikom in možem pod njegovim poveljstvom. Položaj utrdbe je poskus naredil kritičen, uspeh pa briljanten.

## Kongresna resolucija
24. septembra je kongres sprejel naslednje resolucije glede zadeve:

Sklep: Naj se zahvala kongresa izreče Njegovi Ekscelenci generalu Washingtonu za tako modro ukazovanje nedavnega napada na sovražnikovo utrdbo in delo pri Powles Hooku.

Sklep: Naj se zahvala kongresa izreče generalmajorju Lordu Stirlingu za preudarne ukrepe, ki jih je sprejel za pospešitev podviga in zagotovitev umika skupine.

Sklep: Naj se zahvala kongresa izreče majorju Leeju za izjemno preudarnost, spretnost in pogum, ki jih je pokazal ob tej priložnosti; in da odobravajo človečnost, pokazano v okoliščinah, ki so spodbujale k strogosti, kot častno za orožje Združenih držav in skladno z plemenitimi načeli, na katerih so bila sprejeta.

Sklep: Naj kongres visoko ceni disciplino, trdnost in duh, ki so jih pokazali častniki in vojaki pod poveljstvom majorja Leeja med pohodom, akcijo in umikom, in medtem ko z izjemnim zadovoljstvom priznavajo zasluge teh pogumnih mož, čutijo dodatno zadovoljstvo, ko jih obravnavajo kot del vojske, v kateri so številni pogumni častniki in vojaki z veselim opravljanjem vsake dolžnosti pod vsako težavo dokazali, da si goreče želijo dati resnično veličastne primere, ki jih zdaj prejemajo.

Sklep: Naj kongres pravično ceni vojaško previdnost, tako srečno združeno z drzno dejavnostjo poročnikov McCollisterja in Rudolpha pri vodenju obupnega upanja.

Sklep: Naj se pod vodstvom Odbora za zakladnico izdela zlata medalja, ki bo simbolizirala to zadevo, in se podeli majorju Leeju.

Sklep: Naj se poročnikoma McCallisterju in Rudolphu podelita brevet ter plača in preživnina kapitana.

## Medalja
Kongres je majorju Leeju podelil tudi 1.000 dolarjev, ki naj bi jih razdelil med vojake, ki so sodelovali v napadu. Na eni strani medalje, podeljene majorju Leeju, je njegov doprsni kip z besedami Henrico Lee, Legionis Equit Praefecto Comitia Americana. Ameriški kongres Henryju Leeju, polkovniku konjenice." Na hrbtni strani: Non Obstantib fluminibus vallis astutia et virtute bellica parva manu hostes vicit victosq armis humanitate devinxit. In mem. pugn. ad Paulus Hook, die XIX August, 1779. "Kljub rekam in jarkom je z majhno skupino premagal sovražnika z vojaško spretnostjo in pogumom ter s svojo človečnostjo trdno zvezal tiste, ki so bili premagani z njegovim orožjem. V spomin na spopad pri Paulus Hooku, 19. avgust 1779.